# Стефан Митрович (футболіст, 2002)
Стефан Мітрович (серб. Стефан Митровић, нар. 15 серпня 2002, Крушевац, Сербія) — сербський футболіст, вінгер італійського клубу «Верона» та національної збірної Сербії.

## Ігрова кар'єра

### Клубна
Стефан Мітрович народився у сербському місті Крушевац але у віці шести місяців разом з родиною переїхав до Канади, де й почав займатися футболом. Його першими клубами були «Торонто» та «Гамільтон Сіті».
У 2019 році Мітрович повернувся до Сербії, де дебютував на професійному рівні у клубі вищого дивізіону Сербії «Раднички» (Ниш). 23 листопада 2019 року футболіст вперше вийшов у складі команди на гру чемпіонату Сербії. У березні 2022 року Мітрович продовжив дію контракту з клубом ще на два роки.
У липні 2022 року «Црвена Звезда» викупила контракт гравця і 24 липня 2022 року Мітрович дебютував у новій команді. Разом зі столичним клубом футболіст виграв національний Кубок та став чемпіоном країни у 2023 році.
1 лютого 2024 року Сітрович перейшов до італійської «Верони».

### Збірна
16 листопада 2021 року Стефан Мітрович зіграв першу гру у складі молодіжної збірної Сербії і в першій грі проти українських однолітків відзначився забитим голом.
У грудні 2021 року Стефан Мітрович отримав виклик до національної збірної Канади на зимові тренувальні збори. Але через пандемію коронавірусу збори були скасовані. 24 вересня 2022 року у матчі Ліги націй УЄФА проти Швеції Мітрович зіграв першу офіційну гру у національній збірній Сербії.

## Титули
Црвена Звезда
 Чемпіон Сербії: 2022/23
 Переможець Кубка Сербії: 2022/23